# Gignac (Vaucluse)
Gignac is een gemeente in het Franse departement Vaucluse (regio Provence-Alpes-Côte d'Azur) en telt 59 inwoners (2009). De plaats maakt deel uit van het arrondissement Apt.

## Geografie
De oppervlakte van Gignac bedraagt 8,8 km², de bevolkingsdichtheid is dus 6,7 inwoners per km².
De onderstaande kaart toont de ligging van Gignac (Vaucluse) met de belangrijkste infrastructuur en aangrenzende gemeenten.

## Demografie
Onderstaande figuur toont het verloop van het inwonertal (bron: INSEE-tellingen).